# Getto w Łęczycy

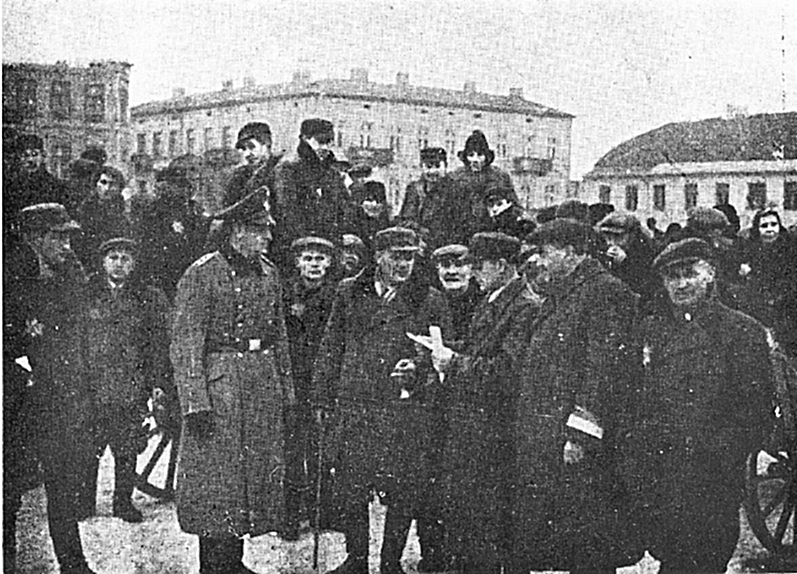
Kontrola dokumentów więźniów getta przez funkcjonariuszy policji niemieckiej i żydowskiej

Getto w Łęczycy – getto żydowskie utworzone podczas II wojny światowej przez okupantów w Łęczycy.

## Historia
W 1939 roku w Łęczycy mieszkało około 4200 Żydów. Po zajęciu miasta przez Niemców podczas kampanii wrześniowej żydowskich mężczyzn zmuszono do kopania okopów na przedmieściach miasta. 22 września 1939 roku Niemcy wzięli na zakładników 50 prominentnych Żydów i 100 Polaków, zakładnicy zostali wypuszczeni trzy tygodnie później. Niemcy zatrzymali jednak rabina i kilku najważniejszych Żydów.
W grudniu 1939 roku Żydzi mieszkający na „lepszych” ulicach miasta zostali zmuszeni do przeniesienia się, zakazano im także pojawiania się na niektórych ulicach, nawet jeśli na nich mieszkali (w tej sytuacji musieli oni wchodzić do domów bocznymi ulicami lub alejkami). Następnie utworzono getto, obejmujące ulice Żydowską, Kowalską i Ogrodową i obszar od tych ulic do więzienia (obecne ulice Kaliska, Żydowska, Poznańska i Szpitalna). 1 stycznia 1940 roku populacja getta wynosiła około 3000 osób. Więźniowie getta zmuszani byli do pracy przymusowej w mieście, wykorzystano ich m.in. do rozbiórki cmentarza żydowskiego w Łęczycy. W lutym 1940 roku Niemcy spalili Dużą Synagogę, oskarżając Żydów o jej podpalenie.
Między grudniem 1940 a lutym 1941 roku getto zostało otoczone drutem kolczastym. W getcie od 6 wieczorem do 8 rano obowiązywała godzina policyjna, zakazana była jakakolwiek działalność kulturalna, handlowa i gospodarcza. Jedyną działającą organizacją w getcie była spółdzielnia. W getcie panował głód, występowały również choroby, m.in. tyfus.
W grudniu 1940 roku rozpoczęły się deportacje Żydów z Łęczycy. Pierwszym transportem część Żydów deportowano do Częstochowy. W styczniu 1941 roku około 500 lub 600 osób zostało wysłanych do getta w Poddębicach. Żydów zmuszono wówczas do zebrania się na rynku, a następnie ich dobytek wraz z dziećmi i starcami załadowano na wozy, następnie Żydzi musieli maszerować do Poddębic. W 1941 roku kolejne transporty wysłano m.in. do Poddębic i getta w Grabowie, prawdopodobnie także do Parzęczewa. W tym samym czasie do Łęczycy przybywali Żydzi z okolicznych miejscowości. 1 stycznia 1941 roku w getcie uwięzionych było 2987 Żydów. 
Po deportacjach w getcie pozostali najbogatsi więźniowie. Więźniom getta nakazano zebranie i czyszenie cegieł z ruin spalonej synagogi. Codziennie więźniowie getta zbierani byli na apel, podczas którego byli liczeni. W marcu 1942 roku publicznie powieszono 10 mężczyzn podejrzanych o nielegalny handel. W kwietniu 1942 roku w getcie przebywało około 1750 osób. Akcja likwidacyjna została przeprowadzona 11 i 12 kwietnia 1942 roku. Więźniowie getta zostali zebrani na stadionie przy ulicy Kaliskiej, gdzie przebywali przez trzy dni. Następnie Żydzi zostali załadowani na ciężarówki i wysłani do obozu zagłady w Chełmnie nad Nerem.